# Onthophagus kirokanus
Onthophagus kirokanus là một loài bọ cánh cứng trong họ Bọ hung (Scarabaeidae).